# Sarajevo Dio-Dio Starog Grada
Sarajevo Dio-Dio Starog Grada (en serbe cyrillique : Сарајево Дио- Дио Старог Града) est une localité de Bosnie-Herzégovine qui désigne une partie de la ville de Sarajevo. Elle est située sur le territoire de la ville d'Istočno Sarajevo, dans la municipalité d'Istočni Stari Grad et dans la république serbe de Bosnie. Selon les premiers résultats du recensement bosnien de 2013, elle compte 39 habitants.